# Малаховский, Ян Непомуцен
Граф Ян Непомуцен Малаховский (пол. Jan Nepomucen Małachowski; 1765, Коньске — 1822, Львов) — польский аристократ и политический деятель, староста опочновский (1783), референдарий великий коронный (1792—1795), масон.

## Биография
Представитель польского дворянского рода Малаховских герба «Наленч». Старший сын воеводы ленчицкого и серадзского Николая Малаховского (1730—1784) от брака с Марианной Евой Менцинской. Младший брат — бригадный генерал Станислав Александр Малаховский.
В 1785 году Ян Непомуцен Малаховский стал кавалером Ордена Святого Станислава. В 1786—1787 годах — маршалок коронного трибунала в Пиотркуве, в 1788—1792 годах — посол (депутат) Четырёхлетнего сейма.
В 1789—1792 годах Ян Непомуцен Малаховкий был полномочным послом Речи Посполитой в Дрездене. В 1792—1795 годах — референдарий великий коронный, в 1794 году принял участие в польском восстании под руководством Тадеуша Костюшко. Временное правительство назначило Яна Малаховского судьей криминального суда Мазовецкого княжества. В 1807 году был назначен директором казначества во Временном правительстве Герцогства Варшавского, затем был избран президентом апелляционного трибунала. С 1810 года исполнял функции сенатора-каштеляна в Герцогстве Варшавском, затем сенатора-воеводы в Царстве Польском.
Был похоронен на Лычаковском кладбище во Львове.

## Семья
В 1794 году женился на Розалии Свидзинской, от брака с которой имел двух сыновей и двух дочерей:
- Владислав Игнацы Малаховский (1800—1870), был женат на своей родственнице Гортензии Малаховской, дочери Людвика Малаховского (1783—1856) и Людвики Комар
- Сесилия Малаховская
- Елена Малаховская
- Станислав Малаховский (1794—1883), польский эмигрант и писатель, участник Ноябрьского восстания (1830—1831).